# 유한환
환론에서 유한환(有限環, 영어: finite ring)은 유한 집합인 환이다.

## 정의
환 · 유사환 · 가환환 · 가환 유사환 가운데, 유한 집합인 것을 각각 유한환 · 유한 유사환 · 유한 가환환 · 유한 가환 유사환이라고 한다. 이 문서에서, 환 · 가환환은 항상 곱셈 항등원을 가지며, (가환) 유사환은 곱셈 항등원을 가지지 않을 수 있다.

## 성질
모든 유한환은 자명하게 좌·우 뇌터 환이자 아르틴 환이다. 가환 유한환의 크룰 차원은 0차원이며, 그 스펙트럼은 유한 개의 점으로 구성된 이산 공간이다.
모든 유한환 {\displaystyle R}에서, 모든 원소 {\displaystyle r\in R}는 영인자이거나 아니면 가역원이다. 구체적으로, 만약 {\displaystyle r\cdot \colon R\to R}가 전단사 함수라면 이는 가역원이며, 아니라면 영인자이다. 이에 따라, 모든 유한환은 0이 아닌 영인자를 갖거나 아니면 유한체이다 (웨더번 정리).
모든 유한 단순환은 유한체 위의 행렬환과 동형이다. 즉, 다음과 같은 꼴이다.
{\displaystyle \operatorname {Mat} (n;\mathbb {F} _{p^{k}})}

## 분류
유한 유사환 {\displaystyle (R,+,0,\cdot )}의 크기의 소인수 분해가 다음과 같다고 하자.
{\displaystyle |R|=\prod _{i}p_{i}^{n_{i}}}
그렇다면 {\displaystyle R}는 다음과 같은 유사환 직합으로 나타낼 수 있다.
{\displaystyle R=\bigoplus _{i}R_{i}}
{\displaystyle |R_{i}|=p_{i}^{n_{i}}}
즉, 유한 유사환을 분류하려면, 크기가 소수의 거듭제곱인 것만을 분류하면 족하다.
크기가 {\displaystyle p^{n}}인 유한 유사환 {\displaystyle (R,+,0,\cdot )}을 생각하자. 이는 아벨 군 {\displaystyle (R,+,0)}에 따라 일차적으로 분류된다. (유한 아벨 군은 모두 완전히 분류되었다.) 또한, 이 아벨 군이 순환군인 경우, 해당하는 모든 유사환을 분류할 수 있다. 따라서, 순환군이 아닌 소수 거듭제곱 크기의 아벨 군 위의 유한 유사환만을 분류하면 된다.
추가로, 만약 {\displaystyle R}가 가환환인 경우, {\displaystyle R}는 (크기가 소수의 거듭제곱인) 유한 국소환의 직합으로 나타낼 수 있다.

### 순환군 위의 유사환
덧셈 아벨 군이 순환군 {\displaystyle \operatorname {Cyc} (n)}인 유사환 {\displaystyle R}는 다음과 같이 간단히 분류된다.:Theorem 1 덧셈 아벨 군의 생성원을 {\displaystyle a}라고 하자. 즉,
{\displaystyle \{0,a,2a,3a,\dots ,(n-1)a\}}
의 꼴이다. 이러한 유사환의 곱셈 구조는
{\displaystyle a^{2}=ka}
인 {\displaystyle k\in \mathbb {Z} /n}에 의하여 완전히 결정된다. 이러한 유사환은
{\displaystyle \langle a|na,a^{2}-ka\rangle }
와 같이 적을 수 있다. 또한, 이러한 두 유사환이 서로 동형일 필요충분조건은
{\displaystyle \langle a|na,a^{2}-ka\rangle \cong \langle a|na,a^{2}-k'a\rangle \iff \gcd\{k,n\}=\gcd\{k',n\}}
이다. 따라서, 순환군 {\displaystyle \operatorname {Cyc} (n)} 위의 유사환들은 {\displaystyle n}의 약수들과 일대일 대응한다. 이 가운데, 약수 {\displaystyle k\equiv n\equiv 0{\pmod {n}}}인 경우는 영유사환이며, {\displaystyle k\equiv 1{\pmod {n}}}인 경우는 정수환의 몫환 {\displaystyle \mathbb {Z} /(n)}이다. {\displaystyle k\not \equiv 1{\pmod {n}}}인 경우는 곱셈 항등원이 없어 환을 이루지 않는다.

### Cyc(p)⊕2위의 유사환
{\displaystyle \mathbb {Z} /p\oplus \mathbb {Z} /p} 위의 유사환은 총 8개이며, 다음과 같다.:Theorem 2
- 가환환 3개:
  - 유한체 {\displaystyle \mathbb {F} _{p^{2}}}
  - {\displaystyle \mathbb {F} _{p}\oplus \mathbb {F} _{p}}
  - {\displaystyle \mathbb {F} _{p}[x]/(x^{2})} ([1]:Theorem 2에서는 G로 수록)
- 가환환이 아닌 가환 유사환 3개:
  - {\displaystyle \operatorname {Cyc} (p)\oplus \operatorname {Cyc} (p)} 위의 영유사환
  - {\displaystyle \mathbb {F} _{p}\oplus \operatorname {Cyc} (p)}. 여기서 {\displaystyle \operatorname {Cyc} (p)}는 동명의 순환군 위의 영유사환이다.
  - {\displaystyle (x)\subset \mathbb {F} _{p}[x]/(x^{3})} ([1]:Theorem 2에서는 I로 수록)
- 비가환 유사환 2개
  - {\displaystyle \left\{{\begin{pmatrix}a&0\\b&0\end{pmatrix}}\colon a,b\in \mathbb {F} _{p}\right\}\subset \operatorname {Mat} (2;\mathbb {F} _{p})} ([1]에서는 E로 수록)
  - 위 행렬 유사환의 반대유사환 ([1]:Theorem 2에서는 F로 수록)

### Cyc(p2) ⊕ Cyc(p) 위의 유사환
아벨 군 {\displaystyle \operatorname {Cyc} (p^{2})\oplus \operatorname {Cyc} (p)} 위의 유사환은 {\displaystyle p=2}일 경우 총 20개, {\displaystyle p\neq 2}일 경우 총 {\displaystyle 2p+19}개가 있다. 이는 다음과 같다.
- 가환환 3개 ({\displaystyle p=2}일 경우 4개)[2]
  - {\displaystyle \mathbb {Z} /(p^{2})\oplus \mathbb {F} _{p}}
  - {\displaystyle (\mathbb {Z} /(p^{2}))[x]/(px,x^{2})}
  - {\displaystyle (\mathbb {Z} /(p^{2}))[x]/(px,x^{2}-p)}
  - {\displaystyle (\mathbb {Z} /(p^{2}))[x]/(px,x^{2}-mp)}, {\displaystyle m\in \mathbb {Z} /(p)}은 제곱잉여가 아닌 정수. ({\displaystyle p=2}일 경우 이는 불가능하다.)
- 나머지는 모두 단위원을 갖지 않는 유사환이다.

### Cyc(p)⊕3위의 유사환
아벨 군 {\displaystyle \operatorname {Cyc} (p)^{\oplus 3}} 위의 유사환은 28개 ({\displaystyle p=2}인 경우) 또는 {\displaystyle p+27}개 ({\displaystyle p\neq 2}인 경우)이다.
이 가운데, (곱셈 단위원을 갖춘) 환은 7개이다.:Theorem 14 이 가운데 가환환이 아닌 것은 하나밖에 없으며, 유한체 위의 삼각행렬의 환
{\displaystyle \operatorname {Upper} (2;\mathbb {F} _{p})=\left\{{\begin{pmatrix}a&b\\0&c\end{pmatrix}}\colon a,b,c\in \mathbb {F} _{p}\right\}}
이다 (이 환은 스스로의 반대환과 동형이다).
아벨 군 {\displaystyle \operatorname {Cyc} (p)^{\oplus 3}} 위의 6개의 가환환은 다음과 같다.
- {\displaystyle \mathbb {F} _{p}^{\oplus 3}}
- {\displaystyle \mathbb {F} _{p^{2}}\oplus \mathbb {Z} /(p)}
- {\displaystyle \mathbb {F} _{p}[x]/(x^{2})\oplus \mathbb {Z} /(p)}
- 유한체 {\displaystyle \mathbb {F} _{p^{3}}}
- {\displaystyle \mathbb {F} _{p}[x]/(x^{3})}
- {\displaystyle \mathbb {F} _{p}[x,y]/(x^{2},xy,y^{2})}

### 주어진 크기의 유사환의 수
크기가 {\displaystyle n}인 유한 유사환의 동형류의 수는 다음과 같다 ({\displaystyle n=1,2,\dots }).
1, 2, 2, 11, 2, 4, 2, 52, 11, 4, 2, 22, 2, 4, 4, 390, 2, 22, 2, 22, 4, 4, 2, 104, 11, 4, 59, 22, 2, 8, 2, … (OEIS의 수열 A27623)
크기가 {\displaystyle n}인 유한 가환 유사환의 동형류의 수는 다음과 같다 ({\displaystyle n=1,2,\dots }).
1, 2, 2, 9, 2, 4, 2, 34, 9, 4, 2, 18, 2, 4, 4, 162, 2, 18, 2, 18, 4, 4, 2, 68, 9, 4, 36, 18, 2, 8, 2, … (OEIS의 수열 A37289)
크기가 {\displaystyle n}인 유한환의 동형류의 수는 다음과 같다 ({\displaystyle n=1,2,\dots }).
1, 1, 1, 4, 1, 1, 1, 11, 4, 1, 1, 4, 1, 1, 1, 50, 1, 4, 1, 4, 1, 1, 1, 11, 4, 1, 12, 4, 1, 1, 1, 208, 1, 1, 1, 16, 1, 1, 1, 11, 1, 1, 1, 4, 4, 1, 1, 50, 4, 4, 1, 4, 1, 11, 1, 11, 1, 1, 1, 4, 1, 1, 4, … (OEIS의 수열 A37291)
크기가 {\displaystyle n}인 유한 가환환의 동형류의 수는 다음과 같다 ({\displaystyle n=1,2,\dots }).
1, 1, 1, 4, 1, 1, 1, 10, 4, 1, 1, 4, 1, 1, 1, 37, 1, 4, 1, 4, 1, 1, 1, 10, 4, 1, 11, 4, 1, 1, 1, … (OEIS의 수열 A127707)